# گورستان گوول
گورستان گوول مربوط به هزاره اول قبل از میلاد است و در شهرستان نمین، بخش مرکزی، روستای خانقاه علیا واقع شده و این اثر در تاریخ ۲۷ مرداد ۱۳۸۲ با شمارهٔ ثبت ۹۶۷۵ به‌عنوان یکی از آثار ملی ایران به ثبت رسیده است.